# アウトウニオン
アウトウニオン（Auto Union）は1930年代から1980年代に存在したドイツの民族系資本の自動車メーカー。今日のアウディの前身となった。
1932年、ホルヒ、アウディ、ヴァンダラー、DKWの4社合併で結成された。アウトウニオンは日本語で「自動車連合」の意。一つの自動車グループだが最高級車をホルヒ、先進的な中型車をアウディ、小型車をヴァンダラー、大衆車をDKWが担うことでブランドとして残った。後にNSUを合併している。
その社名は1930年代、フェルディナント・ポルシェ設計の高性能なアウトウニオン・レーシングカーを送り出し、グランプリレースにおいて成功を収めたことで特に著名である。

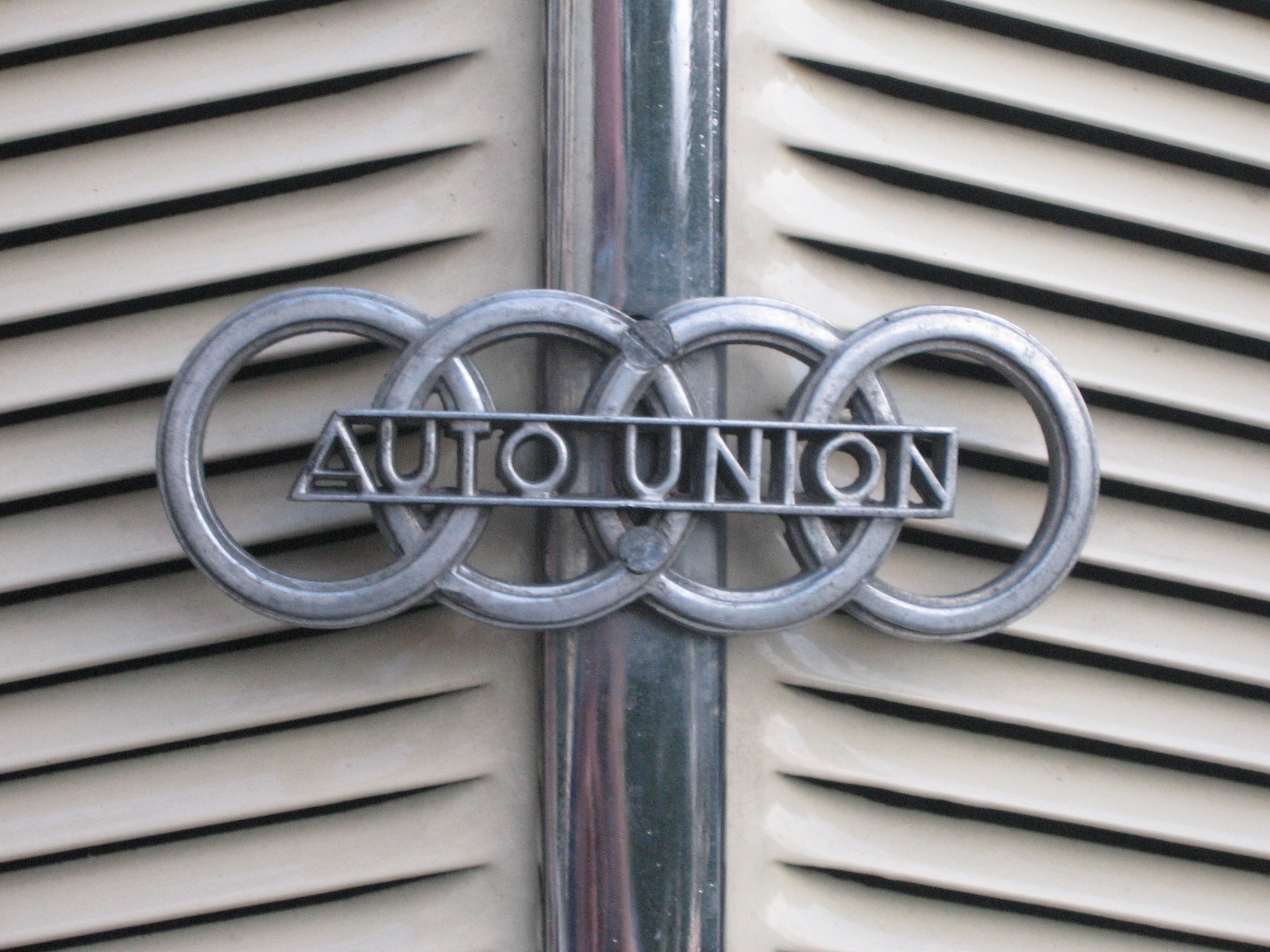
アウトウニオンのロゴ「フォーシルバーリングス」

## 設立までの経緯

### ヴァンダラー
ヴァンダラーは堅実な小型車・オートバイを生産するメーカーである。
1885年に自転車輸入会社「ケムニッツアー自転車倉庫社」として設立され、1896年からは自転車の自社製造を開始した。他にも工作機械やタイプライターなど多彩な製品を生産した。
1902年からオートバイ生産に参入、更に1904年からは小型自動車開発を進め、1911年に1,147ccの小型車「ティープW1"プップヒェン"5/12PS」を発表。「プップヒェン」（Puppchen 、お人形さん、可愛い娘）という名と華奢な外見でありながら、それに似合わぬ耐久性を備えていた。
順次拡大型「W3」「W8」が送り出されたプップヒェン・シリーズは、1920年代中期まで長期生産されるヒット作となる。これによってヴァンダラーの業績は伸長、ドイツの小型乗用車業界を代表するメーカーの一つに成長する。1926年にはドイツでもいち早く4輪ブレーキ仕様車を開発した。ヴァンダラーのエンジンは1911年から1941年まで終始一貫して直列式で、直列4気筒と直列6気筒があった。1941年に民生用の自動車の生産は終了し、工場は軍需品の生産に切り替わった。
同社の象徴である双葉のエンブレムは、1929年の制定である。

## 歴史

### アウトウニオン成立
ヴァイマル共和政下のドイツは、混乱期を経て1920年代後半にようやく一時の安定期を迎えたが、1929年以後の世界恐慌の影響で経済破綻寸前に追い込まれた。
当時のドイツ自動車業界では、最大手メーカーであったオペルが1929年にゼネラルモーターズに買収され、またフォード・モーターがケルンに「ドイツ・フォード」の大工場を開設するなど、アメリカ系自動車メーカーの進出が著しかった。その攻勢に民族資本のメーカーは消滅の瀬戸際に立たされて弱小企業の淘汰が進行、またダイムラーとベンツの合併によるダイムラー・ベンツの設立など、企業合同によって生き残りを図る動きも生じた。
DKWは、デンマーク人であるイェルゲン・スカフテ・ラスムッセン（Jorgen Skafte Rasmussen 、1878-1964年）により、ザクセン州（旧ザクセン王国）ケムニッツで1906年に創業した企業で、第一次世界大戦後に小型エンジン製造からオートバイ生産に乗り出して大成功を収めた。DKWは1928年に小型四輪車に進出した、自動車メーカーとしては新参の存在であったが、進出直後には経営難に陥っていたアウディ（ケムニッツ南東のツヴィッカウに本社を置いていた）を傘下に収めて開発力を強化、1930年代初頭時点ではオートバイ事業・小型車事業とも好調であった。
DKWはアウディを手がかりに、自ブランドをもより上級の四輪車メーカーにステップアップしようと目論んでいたが、日毎に力を増すアメリカ系資本の進出に対抗するためには、更に効果のある生き残り策を講じなければならなくなった。
ラスムッセンは衆目の予想を上回る大胆な経営判断を下した。1932年の中頃にアウディと創業者・本拠を同じくするホルヒを、更に年末にはDKWと同じくケムニッツを拠点とするヴァンダラーを糾合し、文字通り「自動車連合」という意味の民族系メーカー「アウトウニオンAG」を設立することに成功したのである。当時の世評ではDKWとヴァンダラーの合併話が噂として流れていた。これは互いのラインナップを補完できると思われたためである。しかし、そこに高級車のホルヒが加わるとは到底考えられていなかったのだ。
アウトウニオン本社は旧DKW本社を引き継いでケムニッツに置かれた。また、4社協力体制を表すフォー･シルバー･リングスのエンブレムが定められ（左から順にアウディ、DKW、ホルヒ、ヴァンダラーを指すものとされる）、その輪の中には合併前の各社名が記されることになる。全車共通のフォー・シルバー・リングス・エンブレムに加え、個々のモデルを製造したブランドのバッジが並んで付けられた。従業員数は当初4,500名であった。
アウトウニオンは、オペルに次いで当時ドイツ第2位の自動車メーカーとなった。そのラインナップは、合併各社の持ち味を生かした非常に幅広いものであった。軽量軽快で経済的な小型車のDKW、堅実で耐久性に優れた中型車のヴァンダラー、前輪駆動など先進的な技術を備えるアッパーミドル～上級車のアウディ、高品質なプレステージカーのホルヒという具合に価格帯を分け合ってフルラインナップを構成し、4ブランドが争うことはなかった。これは文字通りのフル・ラインナップと言えるものであった。
この手広さに当時ドイツ国内である程度比肩しうる既存メーカーはオペルぐらいしかなかった。大手でもダイムラー・ベンツは大衆車以下の価格帯が欠落しており、ドイツ・フォードは中級車と小型車のみで高級車の持ち合わせがなかったのである。
なお、イェルゲン・ラスムッセンはアウトウニオン成立後、ほどなく社主の地位から引退している。

### アウトウニオン・レーシングカー

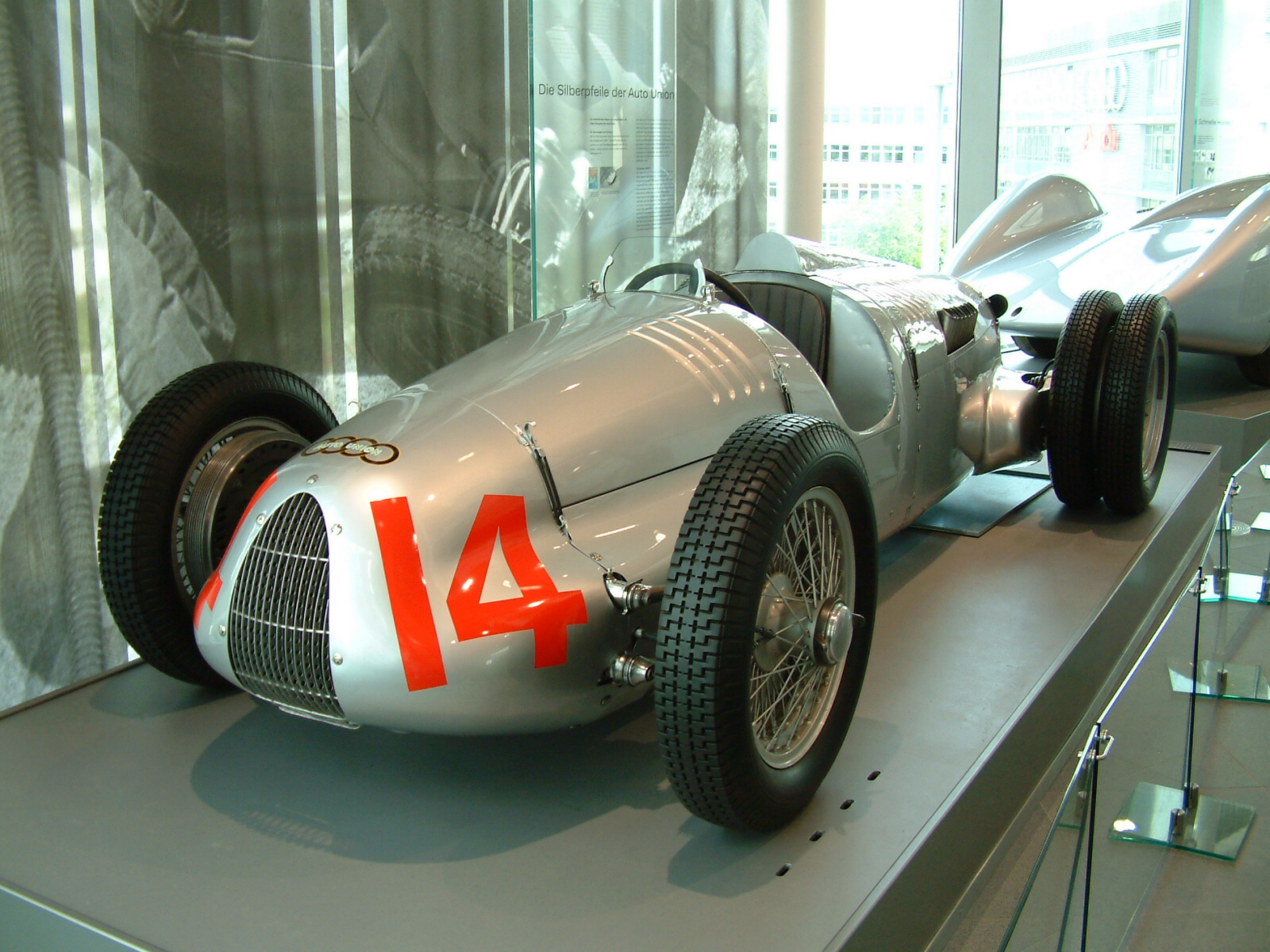
Pワーゲン　タイプD
写真はヒルクライム用で後輪がダブルタイヤとなっている

アウトウニオンの知名度はすぐには上がらなかった。そこでアウトウニオンは宣伝効果を狙い、1933年、翌年から開催されるグランプリレースへの出場を決定、元ダイムラー・ベンツの卓越した技術者で、当時フリーランスであったフェルディナント・ポルシェに設計を委嘱することにした。
1939年までのボディ形状やエンジン改良によって、最終的にタイプDにまで進化している。そのミッドシップレイアウトは操縦性の不安も多く未だ完全なシステムとは言えなかったが、第二次世界大戦後の各国のレーシングカーに多大な示唆を与えた。

### 先進技術

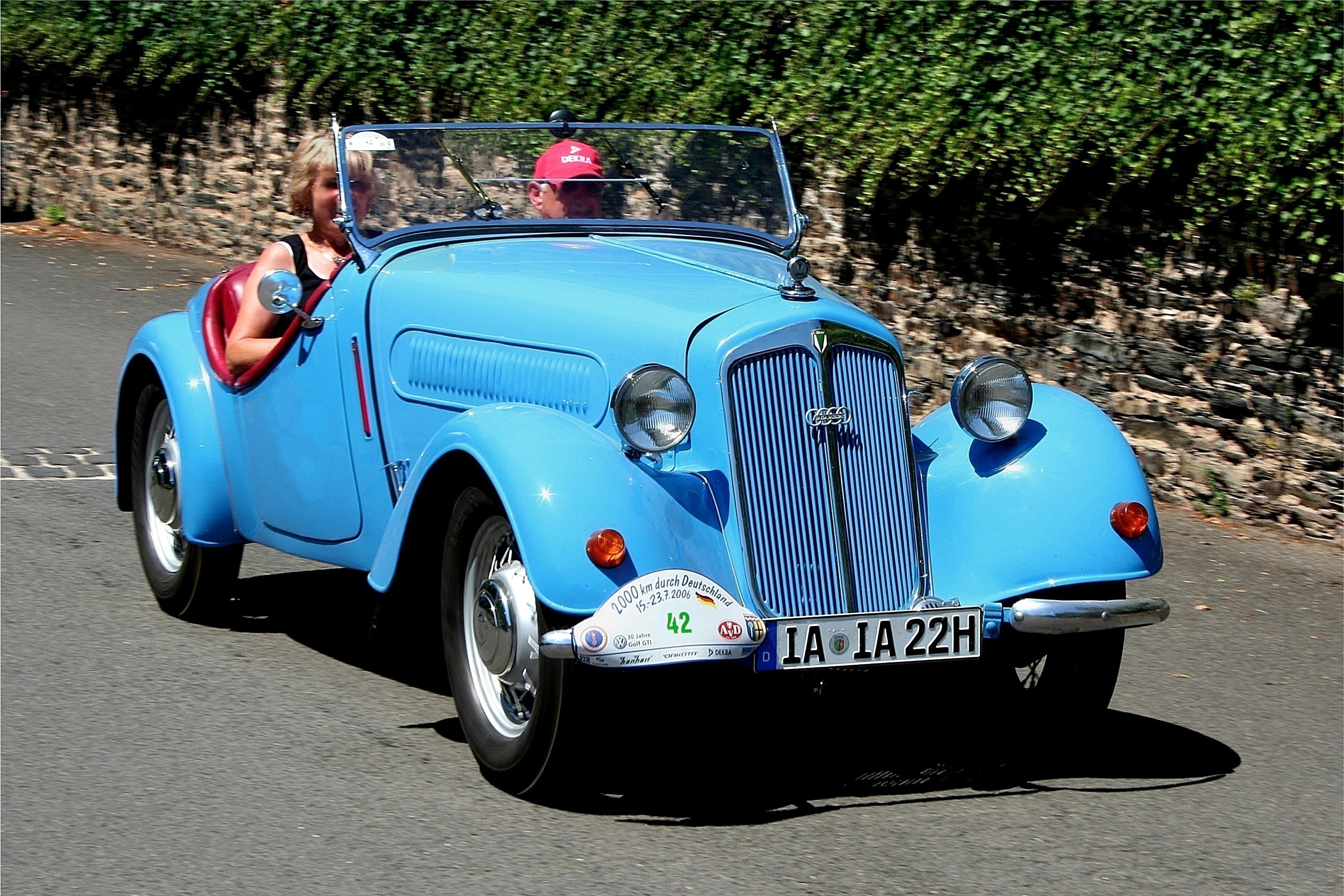
DKW F5ロードスター（1938年）

この頃のアウトウニオンでは市販車ビジネスも好調であり、技術革新も進展した。
ホルヒは直列8気筒エンジンを搭載した高級車を主力としたが、1935年にはドイツ車として初のV型8気筒エンジンを導入、メルセデス・ベンツやマイバッハと並ぶドイツの最高級車として君臨した。
アウディはDKWの技術応用で、中型車としてはいち早く1933年に前輪駆動を導入。ヴァンダラーには1933年に4輪独立懸架が導入されている。
DKWの得意とする2ストロークエンジンの分野では、当時最先端のシニューレ掃気方式（燃焼室内で層流を作って燃焼済みガスを効率よく排気する方式）を導入し、燃費改善を図っている。さらにDKWは、それまで標準だった軽量木骨ボディが高コスト化したことを背景にプラスティックボディの採用を検討し、1930年代末期には実際に試作車を製作している。プラスティックボディは量産化されなかったが、その過程で1939年に開発された全鋼製流線型ボディの新型車「DKW-F9」は、戦後東西両国で改良されて生産されることになる。
廉価なDKW車を主力として業績を伸ばし、1935年には、アウトウニオンはドイツ国内の乗用車市場の約半数を占めた。従業員数も増え、1936年には20000人に達した。

### 戦中の展開

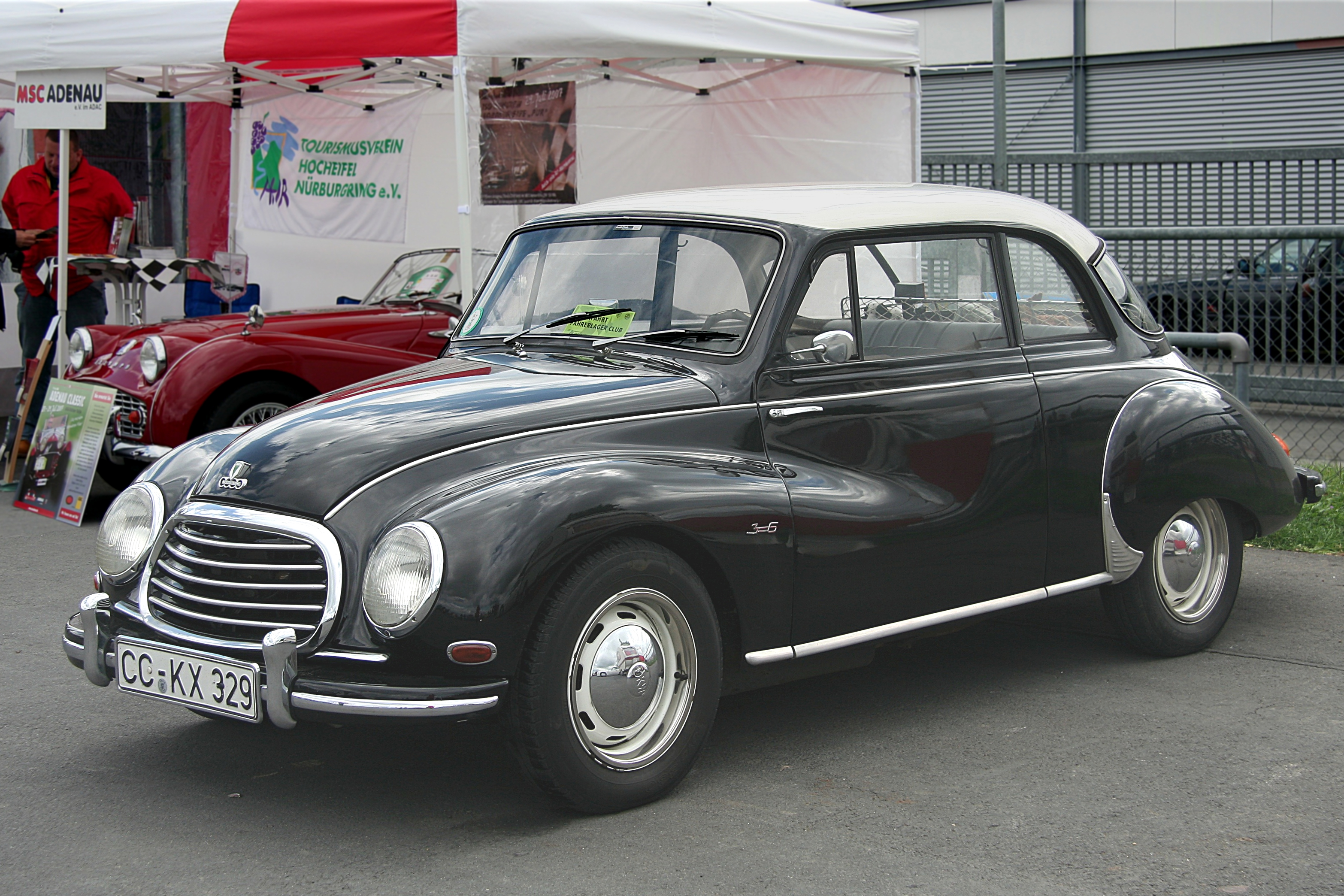

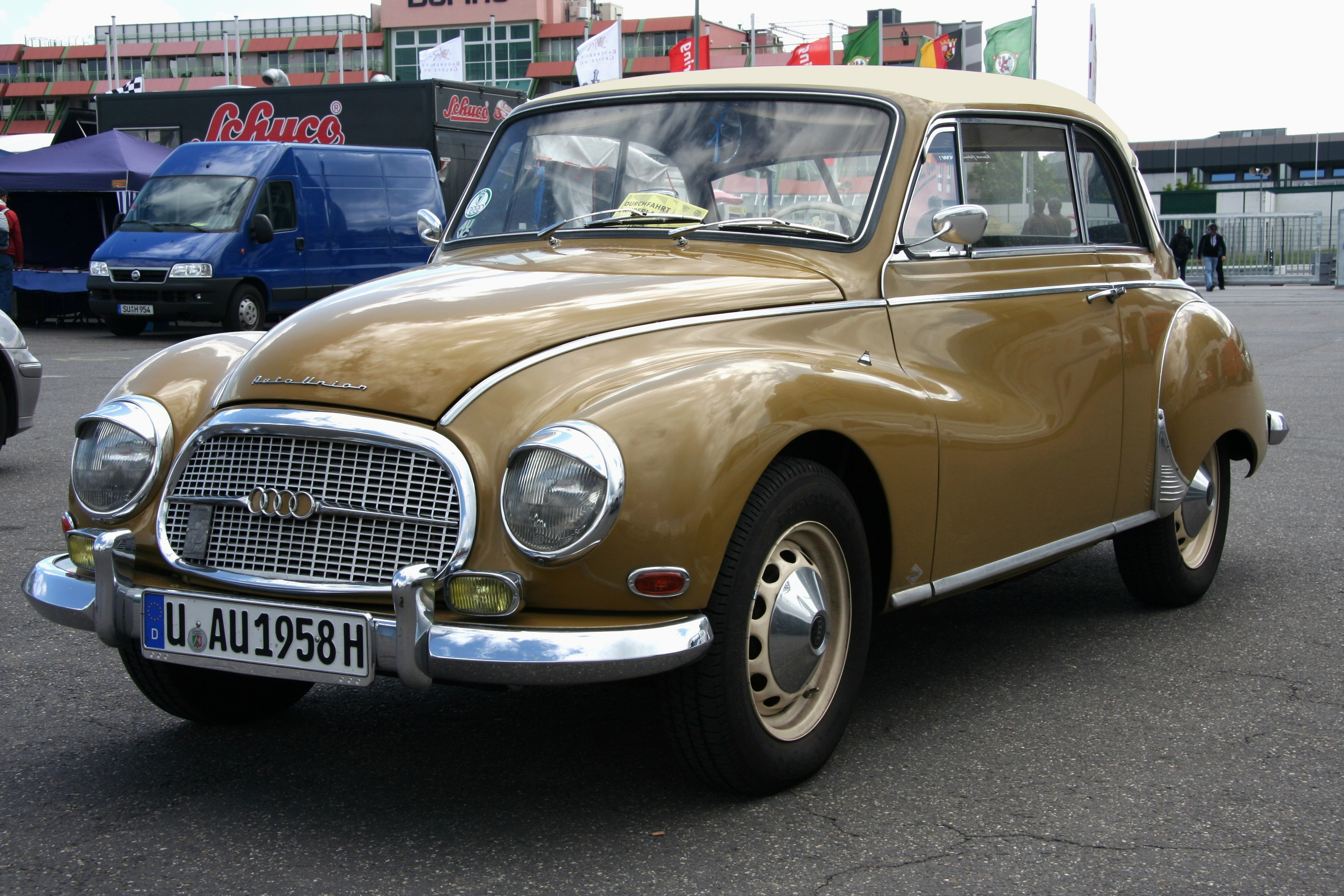
アウトウニオン・1000

第二次世界大戦が始まると、アウトウニオンは木製ボディのDKWを除いて民生用の車両の生産を中断し、軍用車両の生産に集中した。ヴァンダラーはアルミや機械加工品を、ホルヒはエンジンを、アウディは組み立てラインを整えることとなった。また、ホルヒは陸軍への公式供給業者に指名されている。
1944年には英米軍のドイツ空襲が始まり、アウトウニオンの拠点であるザクセン州は大きく戦火を浴びてしまう。戦車用エンジンを生産するヴァンダラーの工場がこの時に完全壊滅し、ツヴィッカウのアウディとホルヒの工場も大きな損害を受けた。1945年3月にはドレスデン工場が壊滅し、4月頃には各地の工場は全滅に近い状態となった。そして、5月には全従業員を解放した。

### ケムニッツからインゴルシュタットへ
大戦敗北直後、アウトウニオンは直ぐにパーツデポを開設したが、その後ドイツは米英仏ソ4国に分割占領され、東部のザクセン州に拠点を置くアウトウニオンはソビエト連邦側に占領されたことで生産設備を失った。
その後、東ドイツに含まれたDKWの工場はMZと改められ、オートバイを生産した。ホルヒやアウディのツヴィッカウ工場はVEBザクセンリングとなり、ここからIFA F8（DKW マイスタークラッセF8とほぼ同型車）やトラバントなどが送り出されることになる。なお、1949年8月、アウトウニオンはケムニッツの会社登記簿から抹消されている。
一方、終戦直前にミュンヘンのアウトウニオンの子会社で、アウトウニオン再起の話が持ち上がっていた。そして、1947年、アウトウニオンの存続を図るべく、インゴルシュタットに本社が移転され、DKWの保守を目的としたパーツデポを開設、新生アウトウニオンGmbHを再結成する。1948年は在来モデルのパーツ生産の他に、DKWオートバイの生産を再開、翌年には復興需要に即応してDKW F800高速トラックを発表するなど、順調な回復軌道に乗った。
1950年には、前年に開設したデュッセンドルフ工場からDKWマイスタークラッセタイプF89（Meisterklasse Typ F89 ）を発表した。このモデルは戦前最後のモデルであるF8のメカニズムをベースとしている。1953年にはマイスタークラッセの発展系である、DKWゾンダークラッセタイプF91（Sonderklasse Typ F91 ）を発表し、1955年にはDKWゾンダークラッセ3=6タイプF93に発展する。1957年にはマイナーチェンジが施されタイプF94となった。更にこの年、ボディ改良と980ccエンジンを搭載したアウトウニオン・1000となった。このモデルは幾度も改良が続きながら1965年まで生産されている。

### ダイムラーからフォルクスワーゲン傘下に
このころから再びオペル、ドイツフォードといった米国資本の企業が再びドイツ国内シェアを侵食し始め、これに危機感を覚えたダイムラー・ベンツは1958年にアウトウニオンの株式の88%を取得し、翌年には吸収合併されて2輪部門が売却され、アウトウニオンは4輪自動車専門メーカーとなった。この間に1960年にアウトウニオン/DKW車が50万台を達成する。
1964年、フォルクスワーゲンがまずダイムラーベンツの持ち株の50%を取得し、翌年フォルクスワーゲンAGがアウトウニオンGmbHの所有者となった。VWは主力車「ビートル」の生産がヴォルフスブルク工場だけでは需要に対応できないため、アウトウニオンのインゴルシュタット工場に委託してビートル増産を図った。その結果、1965年5月から1969年7月にかけて、インゴルシュタットだけで実に35万台近くもビートルが生産されることとなる。
同時期、アウトウニオンがDKW以来の得意技術としてきた2ストロークエンジンは、環境対応能力や高性能化の限界から4ストロークエンジンに太刀打ちできなくなり、4ストロークへの切り替えが必至となってきた。そこで技術的一新とともにイメージチェンジを図り、往年のブランドである「アウディ」をリバイバルさせることになった。

### 「アウディ」復活と「DKW」消滅

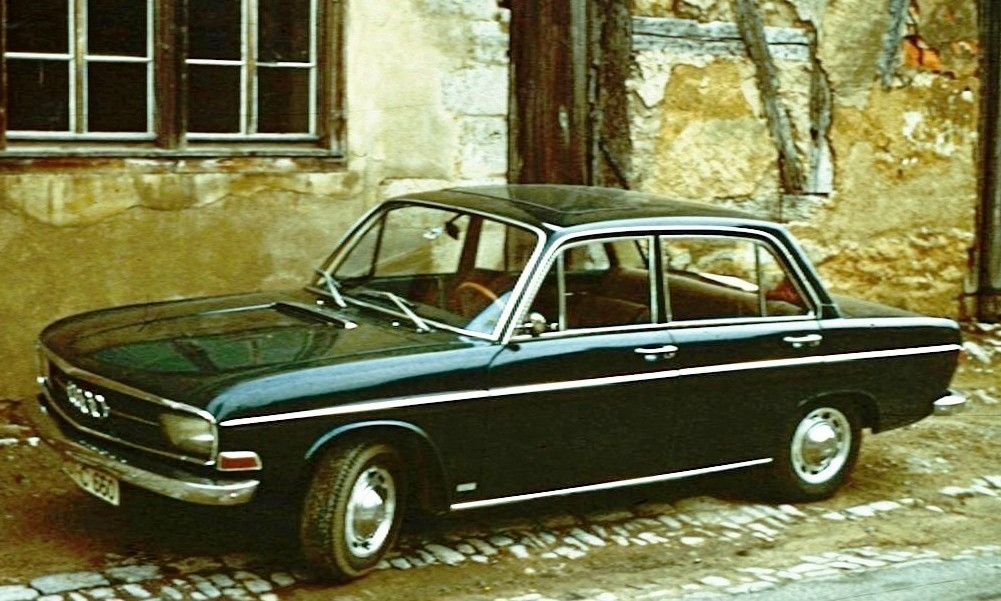
アウディ・75(F103)

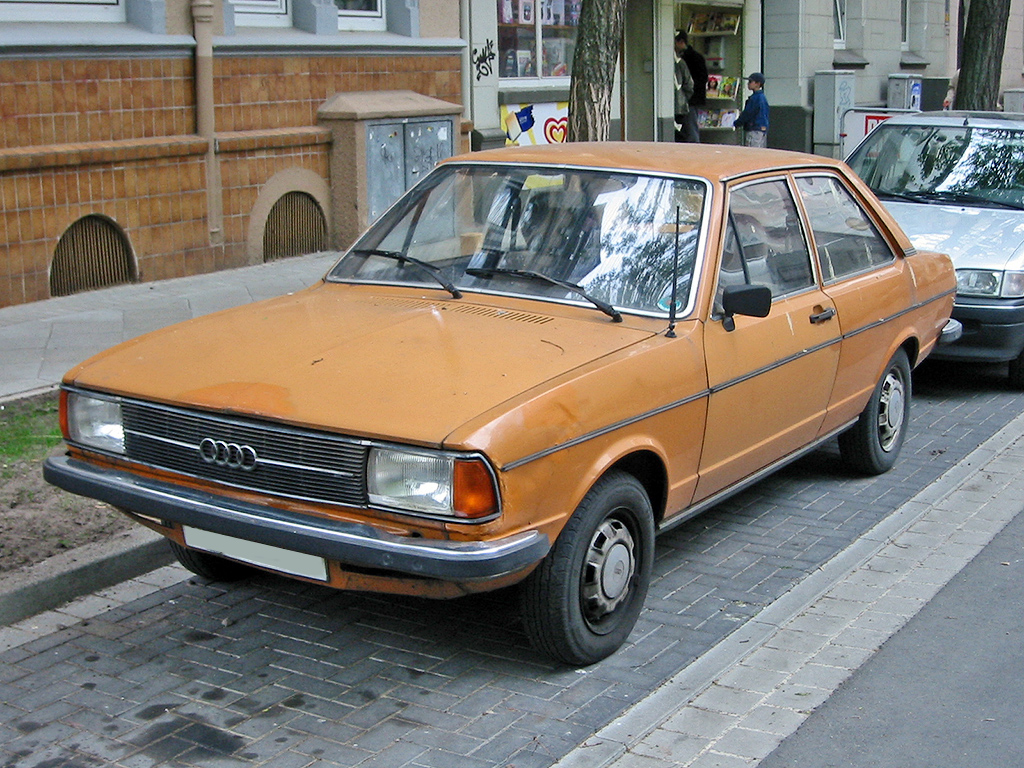
アウディ・80(B1)

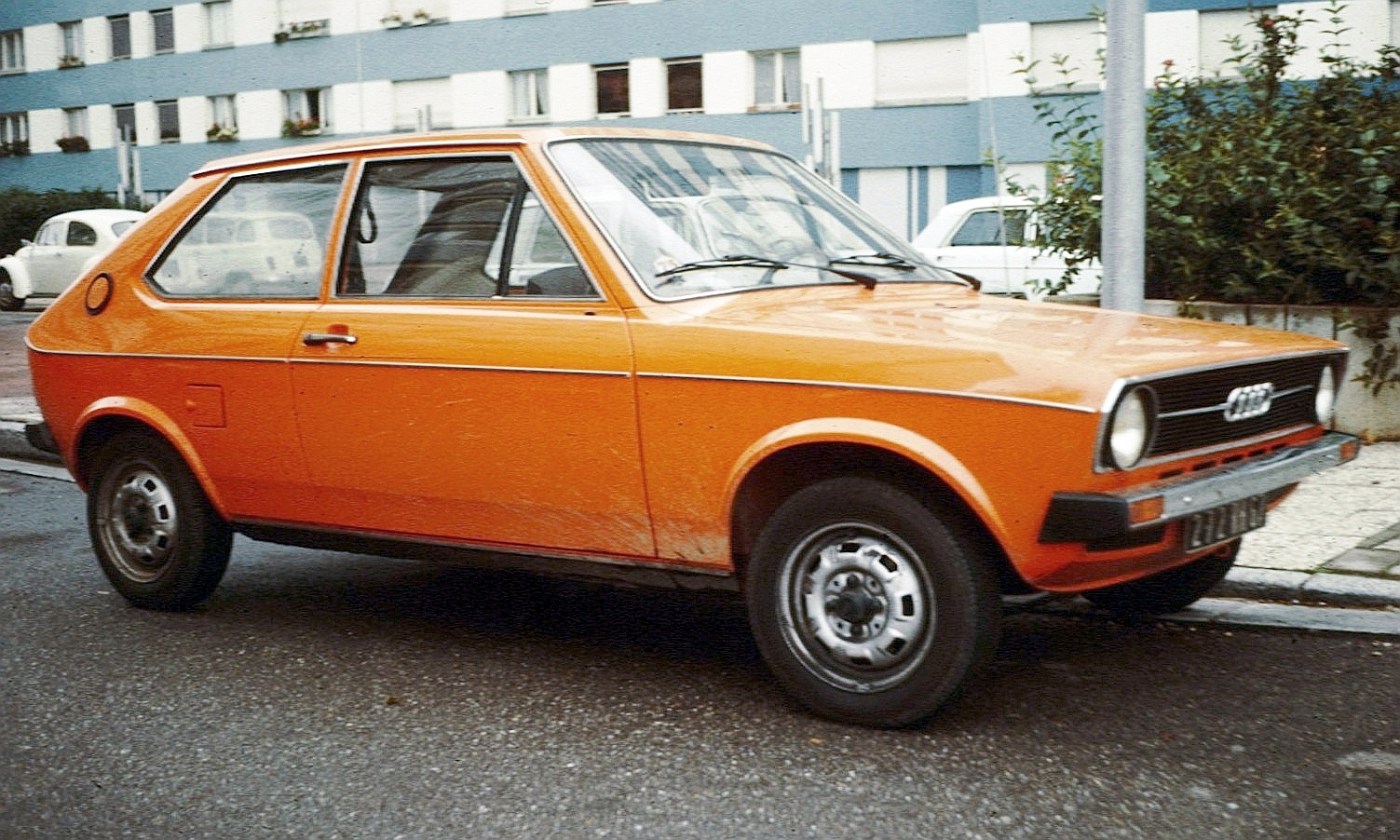
アウディ・50

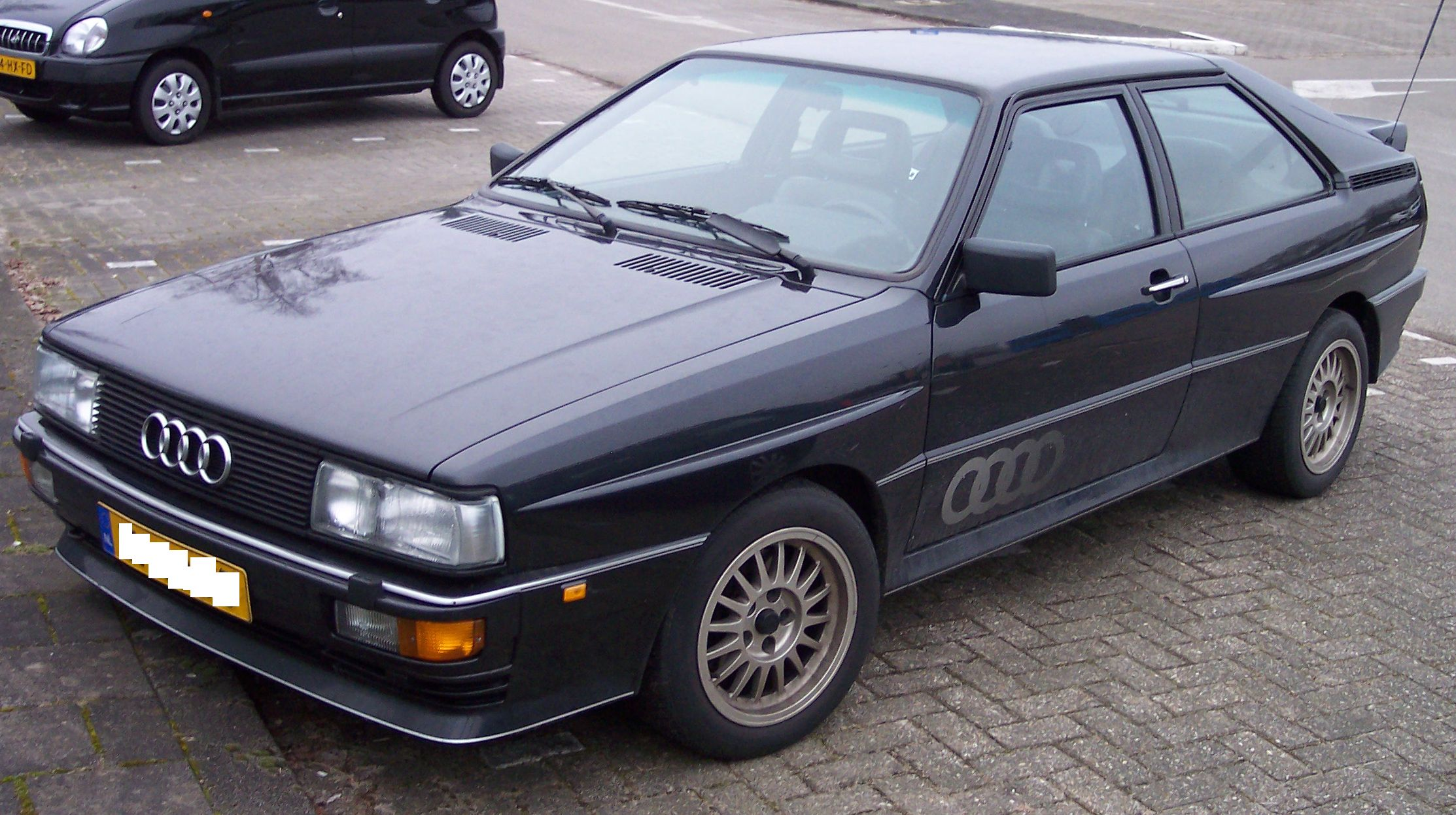
アウディ・クワトロ

1965年9月のフランクフルトモーターショーで戦後初の「アウディ」を冠するモデルとして、DKW・F102の2ストロークエンジンを4ストロークに変更した「アウトウニオン・アウディ72」(F103系)を発表する。これが今日のアウディの直接のルーツとなる。翌年にはワゴン版の「バリアント」、強化型の「アウディ・80」､「アウディ・スーパー90」が発表された。更に1968年にはフラッグシップのアウディ・100が発表された。この頃から米国市場へ投入されていく。相前後して長い歴史のあった「DKW」ブランドの小型車はフェードアウトしていった。

### NSU合併、フォルクスワーゲンとの共用化
1969年にフォルクスワーゲン・グループはアウトウニオンにNSUを併合し、アウディNSUアウトウニオンAGとなる。この年、インゴルシュタット工場でのVW車の生産が中止された。
1972年には2代目80が発表された。このモデルは今日のA4シリーズの初代に位置づけられるモデルでその証拠に80の社内呼称はB1、現行A4の社内呼称はB7である。また、同年度のヨーロッパ・カー・オブ・ザ・イヤーに輝き、ヒット作となった。1974年には、オイルショックによる小型車の需要を目論んでアウディ・50が発表された。このモデルはエンジンをフォルクスワーゲン・ゴルフやフォルクスワーゲン・シロッコと共有している。フォルクスワーゲンとアウディのパーツ共用化は以後恒常化し、バッジエンジニアリングも行われた。

### フェルディナント・ピエヒ招聘と「クワトロ」
1970年代後半、アウディの技術担当責任者にフェルディナント・ピエヒが迎えられる。彼はフェルディナント・ポルシェの孫で、これまでにポルシェのレーシングマシンの開発に関わっていた。このピエヒが収まった開発部門は、後に自動車業界全体に大きな刺激となる革新的技術を続々と生み出すことになる。
その手始めとして、1980年、サロン・アンテルナショナル・ド・ロトで自動車技術史に残るフルタイム四輪駆動システム「クワトロ」とその搭載車、アウディ・クワトロがデビューする。80をベースにブリスターフェンダー採用など外観を改良、搭載エンジンは200のターボエンジンをベースにインタークーラーを装着し、200PS/5,500rpm、29.1kgm/3,500rpmという高出力を発揮した。
それまでの4輪駆動車は2輪駆動との切り替え式である「パートタイム式」が一般的で、使用目的ももっぱら悪路で低速走行する場合に備えた駆動力確保であった。「アウディ・クワトロ」の場合、強力なエンジンの出力を四輪に分散させることで、悪路・良路の別なく、ラリー走行レベルの高速域まで常に確実な駆動力を得ることを狙ったのが特徴で、これを前提にセンター・デフ内蔵のフルタイム式とした事でも注目を集めた。のみならず1981年から世界ラリー選手権（WRC）に参戦して実際に多くの勝利を重ね、ラリー界に大きなショックを与えた。クワトロの出現以来、WRCでの勝利には四輪駆動は不可欠、という考え方が常識化した。
なお、川崎重工業と1972年にロータリーエンジンのライセンス契約を結んでいる。 

### 「アウトウニオン」の終焉
1985年には社名をアウディAGに変更。約半世紀に渡って親しまれた「アウトウニオン」の名は消え、「フォーシルバーリングス」のエンブレムのみが残された。

## アウトウニオンの車種
アウトウニオンが民生用に製造した車種は以下の通り。
- アウディ（戦前）
  - アウディフロントUW220、UW225 - その名の通り前輪駆動車。直列6気筒エンジンを備えていた。系列のヴァンダラーW22のエンジンを反転させて前輪を駆動した。UWは「逆ヴァンダラー」（Umgekehrter Wanderer ）を意味する。ホルヒの工場で生産された。
  - アウディ920 - アウディフロントtUW225の後継車だが、常道的な後輪駆動に戻された。
  - アウディW
- ホルヒ
  - ホルヒ・830 - V型8気筒3.5リットルエンジン搭載。ホルヒのボトムレンジを担う車種。BLはロングホイールベース仕様でBKはショートホイールベース仕様。830BLは930の登場後も存在する。
  - ホルヒ・930 - 930Lと930Vはボディはそのままに830の3.5リットルエンジンを3.8リットルに拡大したもの。今日のマイナーチェンジモデルにあたる。930Sは全くの別物で他の930シリーズに共通点は見られない。主な特徴は空力抵抗に力を入れており曲線が多用されていたりヘッドライトが今日の自動車の様にフェンダー内に埋め込まれている点。
  - ホルヒ・853 - 直列8気筒 SOHC 5リットル120PSエンジン。全長×全幅×全高：5,350×1,830×1,580mmで、ホイールベースが3.45m。ライバルはダイムラー・ベンツの540Kで絶対的性能こそ劣るが、造りの良さや風格では引けを取らず、価格は4シーター･カブリオレで14,500RMと540Kロードスターの22,000RMに比べれば破格の安さであった。カブリオレの他にリムジン、ロードスター、スポーツクーペもあった。853はスペシャリティモデルであったが、ベースである850を上回る数が生産されるヒット作となった。アウトウニオンのレーシングドライバーであるローゼマイヤーはスポーツクーペに乗っていた。
  - ホルヒ・951 - ホルヒのトップレンジを担うモデル。エンジンは直列8気筒SOHC。Glaser（※コーチワークを行ったドレスデンの会社の名）・LWB・プルマン・カブリオレという3列シート車もある。ホイールベースはプルマン・リムジンで3.745m、価格がプルマン・リムジンで18,750RM。
  - ホルヒ・600 - 1931年から1933年まで生産されていたモデル。6リットルV型12気筒120PSエンジン搭載。ホイールベースは2.375m。
  - ホルヒ・670 - 1931年から1933年まで生産されていたモデル。6リットルV型12気筒120PSエンジン搭載。ホイールベースは3.45m。価格はグローサー･メルセデスやマイバッハ・ツェッペリンに比して安価で、カブリオレで22,500RM。
  - ホルヒ・855
- DKW（戦前）
  - DKW F5
  - DKW F9
- ヴァンダラー
  - ヴァンダラー・W22 - アウディフロントUW220と同じエンジンを使用
  - ヴァンダラー・W23
  - ヴァンダラー・W24
  - ヴァンダラー・W25K
- DKW（戦後）
  - DKW 3=6F91
- アウトウニオン
  - アウトウニオン1000（1000、1000SP、ユニバーサル） - 2ドアセダンやワゴンのユニバーサルもあった。戦後のヒット作となった。
- NSU（合併後のアウディNSUの時に生産していた車種）
  - NSUプリンツ30
  - NSU・Ro80 - ロータリーエンジンを搭載したセダン。